# Katy Couprie
Pour les articles homonymes, voir Couprie.
Katy Couprie, née le 27 juin 1966 à Fontenay-aux-Roses (Hauts-de-Seine), est une illustratrice, peintre, photographe, sculptrice et dessinatrice française.

## Biographie
Katy Couprie pratique les arts plastiques durant sa scolarité, et choisit l'option dessin et histoire de l'art au lycée. Elle est diplômée de l'École nationale supérieure des arts décoratifs de Paris, et ancienne élève de Art Institute of Chicago.
Elle publie son premier ouvrage en 1991, dont elle est seule auteure-illustratrice.
Elle a illustré plusieurs dizaines d'ouvrages jeunesse, édités majoritairement aux éditions Thierry Magnier ; elle a également été publiée par les éditions du Cheyne, Rue du monde, Albin Michel jeunesse, ou Syros.
Parmi les auteurs jeunesse dont elle a illustré les textes, figurent Christian Bruel, Alain Serres, Thierry Lenain ou Jeanne Benameur.
Elle a coréalisé plusieurs ouvrages avec l'artiste peintre et dessinateur Antonin Louchard,, dont Des milliards d'étoiles et Oh la vache ! en 1998, Tout un monde en 1999, et Au jardin en 2003. Ces quatre ouvrages font partie de la « Bibliothèque idéale » du Centre national de la littérature pour la jeunesse (BnF). Une exposition est consacrée à leur collaboration en 2019 au Musée de l'illustration jeunesse de Moulins : l'exposition « Imagi[n]er »,.
Elle a été récompensée par plusieurs prix, dont le prestigieux prix BolognaRagazzi de la Foire internationale du livre jeunesse de Bologne en 2013 dans la catégorie Non Fiction pour Dictionnaire fou du corps, après avoir été récompensée par sa « Mention » dans la catégorie Fiction en 2004 pour Au jardin, coréalisé avec Antonin Louchard.
En octobre 2021, elle collabore avec La Poste pour qui elle illustre un carnet de timbres intitulé Tutoyer les étoiles, après avoir illustré des timbres sur les fleurs l'année précédente,.
Elle emploie une grande diversité de techniques plastiques différentes dans ses imagiers à destination des enfants, afin de leur donner une « initiation diffuse aux différents langages de l’image ».

## Prix et distinctions
- 2000 : Prix Sorcières, catégorie Tout-petits, pour Tout un monde
- 2001 : Prix Pitchou[15], pour Tout un monde
- (international) « Honour List » 2002[16] de l'IBBY pour Tout un monde, avec Antonin Louchard
- 2002 :  Deutscher Jugendliteraturpreis[17], catégorie Livre illustré, pour Tout un monde
- 2004 :  Mention prix BolognaRagazzi[11] (Foire internationale du livre jeunesse de Bologne, Italie), Catégorie Fiction, pour Au jardin
- 2012 : Pépite du livre, Catégorie OVNI[10] (Salon du livre et de la presse jeunesse Seine-Saint-Denis), pour Dictionnaire fou du corps
- 2013 :  Prix BolognaRaggazzi[9],[18] (Foire internationale du livre jeunesse de Bologne, Italie), Catégorie Non Fiction, pour Dictionnaire fou du corps

Quatre de ses ouvrages font partie de la « Bibliothèque idéale » du Centre national de la littérature pour la jeunesse (BnF), tous coréalisés avec Antonin Louchard : Des milliards d'étoiles et Oh la vache ! en 1998, Tout un monde en 1999, et Au jardin en 2003.

## Publications
- Robert Pinou, Le sourire qui mord, 1991 ; réédition, Être éditions, 2001
- Anima, Le sourire qui mord, 1991
- Vélo : sur la route du Tour, texte de Pascal Pierozzi et Jean-Bernard Pouy, Albin Michel Jeunesse, coll. « Carnets du monde », 1991
- Pas de pitié pour les poupées B, texte de Thierry Lenain, Syros, coll. « Souris rose », 1991
- Petite Musique de la nuit, texte de Christian Bruel, photographies Xavier Lambours, Le sourire qui mord, 1992
- Cocottes perchées, texte de Thierry Dedieu, Le Sourire qui mord, 1992, 58 p.  (ISBN 2-86434-043-7)
- Je suis le chien, Le sourire qui mord, 1993
- Le Petit Indien, l'ours et la rivière, texte de Alain Serres, Syros, 1993
- L'Épreuve de la pierre, texte de Bernard Loiseau, Cheyne, 1994
- Nic, nac, noc, avec Pascal Dolémieux et Claude Lapointe, Le Sourire qui mord, 1995
- C'est corbeau, textes, de Jean-Pascal Dubost, Cheyne, 1998
- Des milliards d'étoiles, avec Antonin Louchard, Thierry Magnier, coll. « Tête de lard », 1998
- Oh la vache !, avec Antonin Louchard, Thierry Magnier, coll. « Tête de lard », 1998
- Tout un monde, avec Antonin Louchard, Thierry Magnier, 1999
- À deux mains, Thierry Magnier, 2001
- À table !, avec Antonin Louchard, Thierry Magnier, 2002
- Au jardin[19], avec Antonin Louchard, Thierry Magnier, 2003
- Prince de naissance, attentif de nature[3], texte de Jeanne Benameur, Thierry Magnier, 2004
- Le Bonheur, texte de Paul Fort, Rue du monde, coll. « Petits géants », 2004
- Tout un Louvre, avec Antonin Louchard, Thierry Magnier, 2005
- Noël, texte de Agnès Chaumié, Enfance et musique, coll. « Un livre, un CD », 2008
- Dictionnaire fou du corps[20],[10], avec les contributions anatomiques d'Alessandro Ruggeri, Thierry Magnier, 2012
- Ah ! Ernesto[21], texte de Marguerite Duras,Thierry Magnier, 2013
- D'ici là, un genre d'utopie, texte de Christian Bruel, Thierry Magnier, 2016
- Machin truc bidule, avec Antonin Louchard, Thierry Magnier, 2020

## Expositions
- « Imagi[n]er »[7],[8], Katy Couprie et Antonin Louchard, Musée de l'illustration jeunesse[6] de Moulins, du 21 septembre 2019 au 2 février 2020